# Johan Upmark
Johan Gustaf Mauritz Upmark, född 2 december 1876, död 22 juli 1964 i Oscars församling, Stockholm, var en svensk militär; son till Gustaf Upmark d.ä. och Eva Kindstrand samt far till Erik Upmark.
Upmark genomgick Krigshögskolan och blev underlöjtnant vid Andra Svea artilleriregemente (A5, från 1904 Upplands artilleriregemente) 1897, löjtnant 1901, kapten 1907, major vid Smålands artilleriregemente (A6) 1922, överstelöjtnant vid Bodens artilleriregemente (A8) 1928 och överste i övre Norrlands militärområdes reserv 1932. Han är begravd på Västerhaninge kyrkogård.